# Operación Mincemeat
La Operación Mincemeat («Operación Carne Picada») fue un plan británico, ejecutado durante la Segunda Guerra Mundial, para convencer al alto mando alemán (OKW) de que los Aliados iban a invadir Grecia en lugar de Sicilia. Para ello, se les permitió interceptar unos documentos secretos, con detalles de los planes de operaciones de los Aliados, que eran en realidad falsos y que se arrojaron al mar, en Huelva, junto al cadáver de un hombre vestido de oficial de la Armada británica. Los alemanes, que dieron veracidad al hallazgo, reaccionaron dividiendo sus fuerzas en el Mediterráneo, lo que facilitó posteriormente la invasión de Sicilia.

## Planificación del engaño

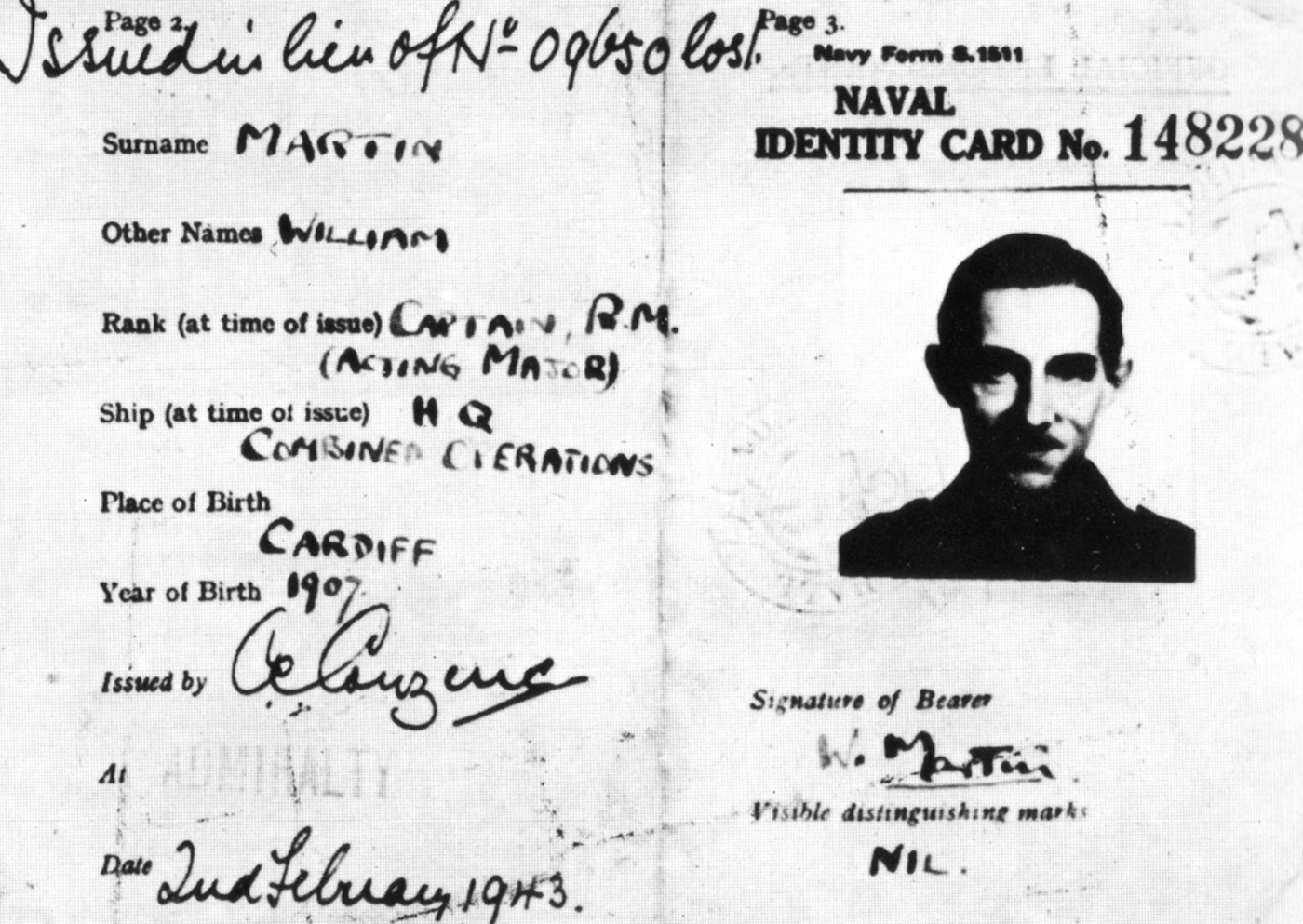
Carné falso del comandante Martin.

En las etapas finales de la campaña norteafricana, los estrategas aliados empezaron a fijarse en Europa. La situación geográfica de Sicilia hacía de ella un objetivo estratégico de primer orden. Además de ser un trampolín para la invasión del continente, el control de la isla ayudaría en la protección del tráfico naval aliado en el Mediterráneo. Pero los alemanes eran conscientes de la importancia de la isla. En ella tenía una base la Luftwaffe para los ataques aéreos sobre la fortaleza británica de Malta. Además, como la concentración masiva de tropas aliadas para la invasión, cuyo nombre clave era «Operación Husky», sería probablemente detectada como señal de un ataque inminente, los Aliados necesitaban engañar a los alemanes, de forma que no concentrasen sus fuerzas y rechazasen la invasión.
Pocos meses antes, el capitán de la RAF Charles Cholmondeley de la sección B1(a) del MI5 —no Sir Archibald Cholmondeley, como se dice en algunos relatos— tuvo la idea de lanzar un transceptor de radio en Francia con un cadáver, como supuesto operador, al que se le pondría un paracaídas mal abierto, con la idea de proporcionar a los Aliados una fuente de desinformación contra los alemanes. El plan se dejó de lado por impracticable; sin embargo, la idea fue recuperada pocos meses más tarde por el capitán de corbeta Ewen Montagu, un oficial de inteligencia naval miembro del «Comité de los Veinte» (un grupo que dirigía una rama del MI5 especializada en el contraespionaje, operaciones de engaño y desinformación), que consideró que la idea tenía muchas posibilidades, y rápidamente empezó a estudiar los detalles del engaño.
Lo primero que hizo su equipo fue considerar qué tipo de documentos llevaría un hombre que falleciese por accidente de la apertura del paracaídas, según la propuesta de Cholmondeley. Como los alemanes sabían que los Aliados nunca enviaban documentación sensible en los vuelos sobre territorio enemigo, decidieron que el hombre sería víctima de un accidente de aviación sobre el mar. Esto sería una explicación de por qué llevaría varios días muerto en el mar, al mismo tiempo que resolvía el problema del alto nivel de clasificación de los documentos. Luego solo faltaba un nombre clave para la operación. Con el característicamente macabro sentido del humor de Montagu, la operación recibió el nombre de «Mincemeat» («Carne picada»).

### Antecedentes
La idea de emplear un cadáver con documentos no era nueva. Hay dos incidentes que Montagu debía de conocer:
- El primero ocurrió en agosto de 1942, y fue un plan de engaño llevado a cabo antes de la batalla de Alam Halfa. Se utilizó un cadáver que llevaba un mapa. El cadáver fue abandonado en un vehículo de exploración que había explotado en un campo de minas que se encontraba frente a la 80.ª División Ligera, justo al sur de Quaret el Abd. En el mapa se señalaba la posición de campos de minas aliados inexistentes. Los alemanes encontraron el vehículo y cayeron en la trampa. Los Panzer de Rommel, para evitar esos inexistentes campos minados, fueron dirigidos a áreas de arena suelta, en donde quedaron atrapados.
- El segundo incidente no fue un plan de engaño, pero estuvo cerca de serlo. El 25 de septiembre de 1942 un hidroavión PBY Catalina con diez ocupantes que volaba de Plymouth a Gibraltar se estrelló debido a una tormenta eléctrica en las aguas de Cádiz, falleciendo todos los ocupantes del mismo. En él viajaba un correo llamado «Paymaster», el teniente de navío James Hadden Turner de la Marina Real británica, con una carta. La carta era del general Mark Clark y estaba dirigida al gobernador de Gibraltar, que debía entregarla al general estadounidense Dwight D. Eisenhower. En ella le daba los nombres de los agentes franceses en el norte de África y le decía que el 4 de noviembre se efectuaría el desembarco de la Operación Torch, que empezó el 8 de noviembre. Los diez cuerpos aparecieron en la playa de la Barrosa, en Chiclana de la Frontera, provincia de Cádiz, donde fueron recuperados por las autoridades españolas. El 26 de septiembre un almirante de la Armada Española entregó el cuerpo de Turner con la carta al cónsul británico en Cádiz.[2] Cuando el cuerpo fue devuelto a las autoridades aliadas todavía llevaba la carta y los expertos determinaron que no había sido abierta. Por supuesto, los alemanes tenían medios para leer la carta sin abrirla, pero, si lo hicieron, no aceptaron la información como verídica y no tomaron ninguna medida en relación con esa información.

### El comandante William Martin, de losRoyal Marines

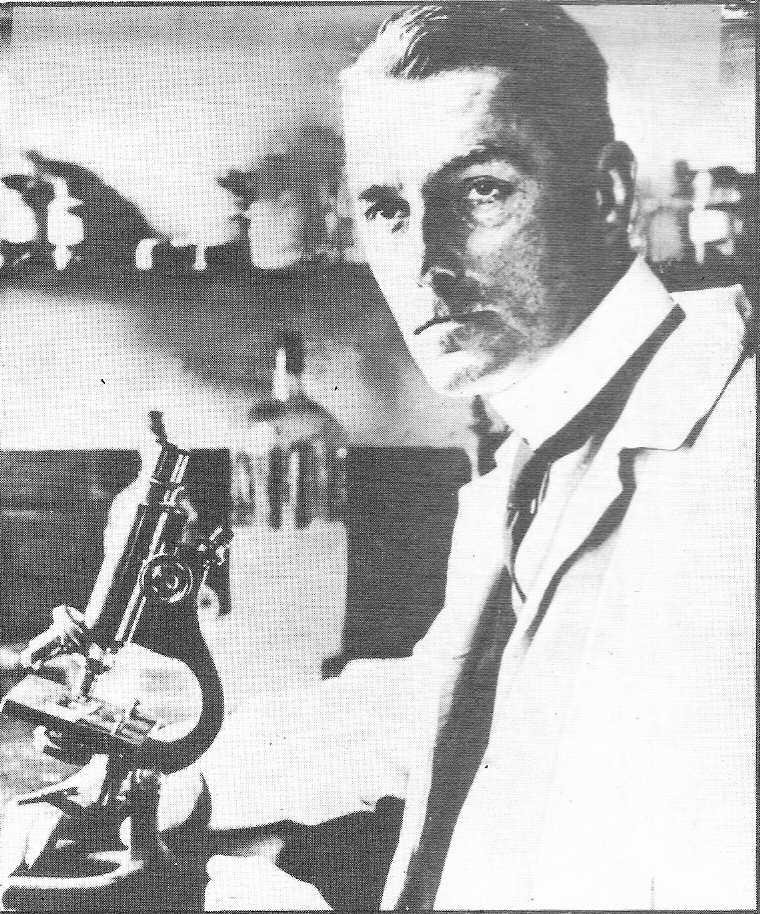
Sir Bernard Spilsbury, científico asesor del proyecto

Ayudados por el famoso patólogo Sir Bernard Spilsbury, Montagu y su equipo determinaron qué tipo de cuerpo necesitaban para esta operación. De la manera más discreta posible, localizaron el cuerpo de un hombre de 34 años muerto recientemente por una neumonía producida químicamente por ingestión de raticida. No hablaron de la operación con la familia ni solicitaron permiso para ello, sino que obtuvieron el cuerpo por mediación del encargado de la morgue del hospital St. Pancras[cita requerida]. Como el hombre había muerto de neumonía, el fluido en los pulmones concordaba con el hecho de que hubiese permanecido en el agua mucho tiempo.
El paso siguiente era establecer una «leyenda» o falsa identidad. El comandante Martin de los Royal Marines, William Martin, capitán eventual habilitado como «comandante», nacido en Cardiff, Gales, en 1907, y destinado en el Cuartel General de Operaciones Combinadas. Esta graduación le fue asignada ya que con una graduación inferior no hubiese podido llevar los documentos de alto grado de clasificación, pero la edad podía ser un problema. Habilitando a Martin como «comandante» se resolvía el problema y pretendía dar la impresión de que este hombre era un oficial de confianza y muy responsable, para que la operación fuese más creíble.

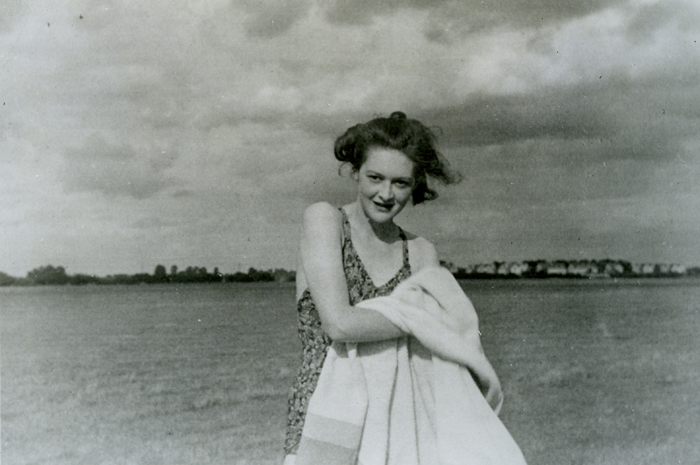
Fotografía de "Pam", la falsa novia de Martin

Para dar más credibilidad a la historia, le inventaron una novia que se llamaba Pam —en realidad, una funcionaria del MI5—, completándolo con fotos y cartas de amor. Entre sus pertenencias se incluyó un juego de llaves, entradas de teatro recientes, una factura de alojamiento de su club de Londres, etcétera. Para reforzar el engaño, Montagu y su equipo decidieron insinuar que era algo descuidado, con facturas sin pagar, una tarjeta de identidad duplicada para reemplazar la que había perdido, un pase caducado del Cuartel General de Operaciones Combinadas que se le había olvidado renovar y una airada carta de su banco, el Lloyds Bank, por un descubierto de «£17 19s 11d». Este último toque, aunque ingenioso, comportaba un elemento de riesgo, al existir la posibilidad de que la Abwehr tuviese dudas sobre la idoneidad de un individuo tan poco cuidadoso para transportar documentos de alto secreto. Pero si Montagu estaba al tanto del incidente del Catalina, contaba con la frustración de los alemanes por no haber aprovechado la información que tuvieron en sus manos.
Pero esto era necesario para justificar que tanto el cuerpo como los documentos fuesen recuperados juntos. Para ello, el comandante Martin llevaría una cadena alrededor de su gabardina a la que iría amarrado su maletín, para dar la impresión de ser una persona que quería estar cómoda durante un largo vuelo pero quería tener el maletín a mano todo el tiempo, indicando que era un oficial muy responsable, aunque a veces un poco descuidado.
Mientras Montagu y su equipo creaban la falsa identidad, también se estaban generando los documentos necesarios para que el engaño funcionase. Era necesario convencer a los alemanes de que el desembarco se iba a efectuar en algún sitio que no fuese Sicilia. La idea era presentar un ataque a Cerdeña como paso previo para establecer una base para un desembarco en el sur de Francia y, a continuación, efectuar un gran desembarco en Grecia por los Balcanes.
Y, en lugar de sugerir directamente estos falsos planes por medio de documentos oficiales, se sugerirían por medio de una carta personal del teniente general Sir Archibald Nye, Segundo Jefe del Estado Mayor General Imperial, al general Sir Harold Alexander, comandante británico en el norte de África, donde se le decía off-the record que habría dos operaciones. Alexander atacaría Córcega y Cerdeña, mientras el general Sir Henry Wilson lo haría en Grecia, dando a esta falsa operación el nombre de «Operación Husky», que era el nombre real de la operación de desembarco en Sicilia.
Además, en una jugada maestra de psicología inversa, la carta indicaba que se estaban elaborando planes para engañar a los alemanes y convencerlos de que el desembarco se haría en Sicilia. Esto debía dar la impresión a los alemanes de que se enfrentaban a fuerzas lo bastante potentes para efectuar dos grandes operaciones simultáneas y que tendrían lugar lejos de Sicilia, obligándolos a dispersar sus fuerzas para enfrentarse a la amenaza.
Para resaltar el carácter sensible de la carta y establecer la cualificación del comandante Martin para viajar al norte de África, Montagu incluyó otra carta de Lord Louis Mountbatten, Jefe de Operaciones Combinadas al almirante Sir Andrew Cunningham, Comandante en Jefe del Mediterráneo, en la que Mountbatten ensalzaba la experiencia del comandante Martin en operaciones anfibias; y, aún más importante, Mountbatten decía a Cunningham que Martin llevaba una carta demasiado importante para ser enviada por los canales normales, lo que explicaba la necesidad del vuelo de Martin. La carta también decía que el blanco para la invasión sería Cerdeña.

## Ejecución de la operación

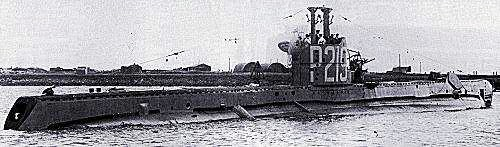
Una Imagen del HMS Seraph.

El comandante Martin fue puesto en un contenedor estanco y sellado conservado en hielo seco y vestido con su uniforme de Royal Marines. Cholmondeley y Montagu alquilaron un coche para entregarlo en Holy Loch, Escocia, y lo embarcaron en el submarino británico HMS Seraph. Montagu había preparado esto con el almirante Barry, que tenía los submarinos bajo su mando. Barry sugirió el Seraph, que en ese momento estaba disponible. Fue casualidad que su comandante, el teniente de navío Norman L.A. (Bill) Jewell y la tripulación tuviesen experiencia previa en operaciones especiales.
El 19 de abril de 1943 el Seraph se hizo a la mar. Navegó hasta una posición una milla al sur de Huelva, en la costa española. Se seleccionó esta posición porque España, aunque oficialmente neutral, simpatizaba con las potencias del Eje y estaba repleta de agentes de la Abwehr. También se sabía que en Huelva había agentes alemanes muy activos y que tenían muy buenos contactos con las autoridades españolas.
A las 04:30 del 30 de abril, el teniente de navío Jewell ordenó a su tripulación subir el contenedor a la cubierta del submarino en superficie. Antes había dicho a su gente que iba a desplegar un sistema meteorológico altamente secreto y ordenó a todos permanecer bajo cubierta. Reunió a sus oficiales, les explicó los detalles de la operación y les exigió mantener el secreto. Después, abrieron el contenedor, pusieron el chaleco salvavidas al comandante Martin y le ataron el maletín con los documentos; rezaron el salmo 39 y pusieron suavemente el cadáver en el agua para que la corriente lo arrastrase hacia tierra. Una vez terminado, Jewell puso un mensaje al «Comité de los Veinte» diciendo: «MINCEMEAT completed».
El cuerpo fue descubierto a las 07:30 en la playa de El Portil, por un pescador de Punta Umbría de origen portugués, José Antonio Rey María, que lo llevó al puerto e informó a las autoridades españolas. La Abwehr local, representada por el técnico en agricultura alemán Adolf Clauss, tuvo conocimiento inmediato del descubrimiento.
Contextualizando hay que tener en cuenta que según documentos desclasificados del Foreign Office y MI6 (2013), el gobierno británico invirtió en torno a 13–20 millones USD (equivalente a más de 170–200 millones de dólares actuales) en sobornos a altos mandos militares españoles, especialmente de la Armada, a través de mecanismos como cuentas en Suiza y el banquero Juan March, para garantizar la neutralidad de España durante la Segunda Guerra Mundial (  )
. La Armada Española mantenía una postura marcadamente anglófila, basaba en razones estratégicas, profesionales e históricas: veían con respeto a la Royal Navy, considerada un referente técnico y organizativo, y temía las consecuencias de un posible enfrentamiento con el Reino Unido, potencia dominante en el Atlántico y el Mediterráneo. La cúpula naval, encabezada por el almirante Salvador Moreno, ministro de Marina, recomendó firmemente evitar cualquier acción que pudiera arrastrar a España al conflicto, (desde permitir la cesión de bases a la Kriegsmarine o colaborar en un ataque a Gibraltar, hasta facilitar operaciones de submarinos alemanes en aguas españolas evintando así choques con convoyes británicos) . Esta política de cautela y neutralidad efectiva afectó al tratamiento inicial del cuerpo y documentos que llegaron a las costas de Andalucía, aseguraron las competentes en la materia autoridades navales la devolución del cuerpo y los documentos de la Operación Mincemeat a los británicos, en oposición directa a la postura del gobernador civil Joaquín Miranda, falangista y germanófilo, que presionaba por entregarlos a la inteligencia alemana.

## «Se han tragado toda la carne picada (“Mincemeat”)»

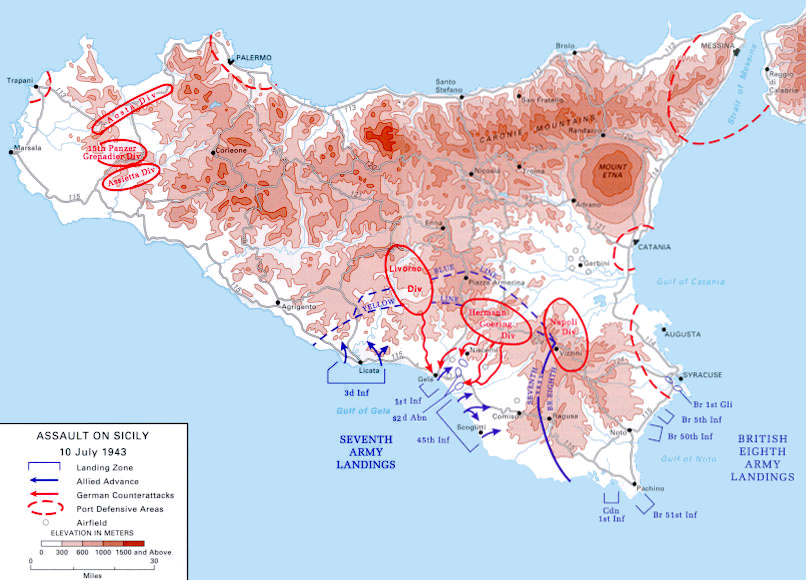
Mapa real de la invasión a Sicilia

A los tres días, el comité recibía un telegrama del agregado naval con la noticia del descubrimiento del cadáver. El cuerpo del comandante Martin fue entregado al vicecónsul británico F. K. Hazeldene y fue enterrado con honores militares el 4 de mayo en el cementerio de Huelva.
El vicecónsul acordó con el forense Eduardo del Torno redactar el informe post mortem en el sanatorio de Huelva, próximo al cementerio. Se informó que el hombre había caído al agua con vida, que no tenía golpes, que había muerto ahogado y que el cuerpo estaba en el agua desde hacía entre tres y cinco días. El forense no hizo una autopsia completa al creer que el comandante Martin era católico, porque llevaba al cuello —otro toque de Montagu— una cadena con una cruz de plata.
Mientras, Montagu decidió incluir el nombre del comandante Martin en la siguiente lista de bajas británicas que, un mes más tarde, fue publicada en el Times, sabiendo que los alemanes la iban a leer para confirmar el fallecimiento. Casualmente, también estaban en la lista dos oficiales que habían fallecido al estrellarse su avión en la mar, cuando iban hacia Gibraltar, lo que aumentaba la credibilidad de la «historia» del comandante Martin. Para reforzar el engaño, se mandaron una serie de mensajes urgentes del Almirantazgo al agregado naval británico en Madrid pidiéndole la devolución a cualquier precio de los documentos encontrados con el cuerpo, debido a su contenido altamente sensible —todo esto cifrado con una clave de bajo nivel—, para alertar a las autoridades españolas sobre su importancia. Los documentos fueron devueltos el 13 de mayo, asegurando que no faltaba nada.
Pero antes los alemanes habían oído hablar del descubrimiento de los documentos y, no sin cierta dificultad, el agente local de la Abwehr consiguió hacerse con ellos. El gobernador civil de Huelva, el falangista y germanófilo Joaquín Miranda, mantuvo una actitud colaborativa con el consulado alemán. Los alemanes abrieron cuidadosamente el maletín y fotografiaron todo su contenido. Después, el maletín fue entregado a los británicos por las autoridades españolas. Las fotografías se enviaron urgentemente a Berlín, donde fueron evaluadas por la inteligencia alemana.
Cuando el cuerpo del comandante Martin fue devuelto y se comprobó la documentación, los británicos vieron que había sido leída y vuelta a guardar cuidadosamente. La confirmación posterior obtenida por medio de «ULTRA» hizo que se enviase un telegrama a Winston Churchill, que estaba en Estados Unidos, diciendo: «Mincemeat Swallowed Whole» («Se han tragado toda la carne picada»). Los alemanes habían mordido el anzuelo. Todo el cuidado que Montagu y su equipo habían puesto para establecer la identidad de Martin había dado su fruto.
Hitler quedó tan convencido de la autenticidad de los falsos documentos que discrepaba de Mussolini en cuanto a que Sicilia era el punto más probable para la invasión, insistiendo en que cualquier incursión sobre la isla debía considerarse parte de un plan de engaño y que el ataque principal sería en cualquier otro lugar. Hitler dio órdenes para reforzar Córcega y Cerdeña, y envió al mariscal Rommel a Atenas para formar un grupo de ejércitos. Los buques patrulleros, minadores y dragaminas asignados a la defensa de Sicilia se mandaron a otros lugares. Pero la decisión más crítica fue probablemente el envío de dos divisiones Panzer del frente soviético a Grecia, justo en el momento en que se estaban preparando para atacar a los rusos en la batalla de Kursk.
La Operación Husky empezó el 9 de julio, cuando los Aliados atacaron Sicilia por el sur. Pero los efectos de la Operación Mincemeat duraron todavía dos semanas, ya que los alemanes seguían convencidos de que era una finta y que el ataque principal sería en Cerdeña o en Grecia. Como resultado, la conquista de Sicilia encontró relativamente poca resistencia y se completó el 9 de agosto. Además, la caída de Palermo, a mediados de julio provocó, el 27 de julio, un golpe de Estado que apartó a Mussolini del poder.

## Identidad real del comandante Martin
El hombre al que se conoció como «comandante Martin» sigue enterrado en el cementerio de Huelva. Al convertirse «Mincemeat» en una leyenda, seguía el interrogante sobre la identidad de ese hombre. Según pasaron algunos años después de que apareciera el cadáver del comandante Martin, se extendió el rumor de que este hombre era o había sido un vagabundo londinense que había fallecido por pulmonía y que, tras comprobarse que no tenía familiares que reclamaran el cadáver, se decidió utilizar éste para dicho propósito. 
En 1996 el ejército británico desclasificó algunos documentos relativos al hecho. La identidad de Martin se ha asociado desde entonces a la del mendigo galés Glyndwr Michael, pero también a la de un posible náufrago. En 1996 un historiador aficionado llamado Roger Morgan encontró evidencias de que Martin fue efectivamente un alcohólico vagabundo galés llamado Glyndwr Michael que murió por ingerir veneno para ratas, aunque no se sabe cómo ni por qué lo ingirió. La lápida del cementerio de Huelva lleva el nombre de «William Martin» quien, con su muerte, salvó miles de vidas y cambió el curso de la guerra. Posteriormente se ha añadido el nombre de Glyndwr Michael como reconocimiento a su labor.
En cuanto a Ewen Montagu, por su participación en la Operación Mincemeat se le concedió la Orden del Imperio Británico. Se convirtió más tarde en Judge Advocate of the Fleet. En 1953 escribió un libro sobre la operación titulado El hombre que nunca existió, que fue llevado al cine poco después.

### La conexión con el HMSDasher

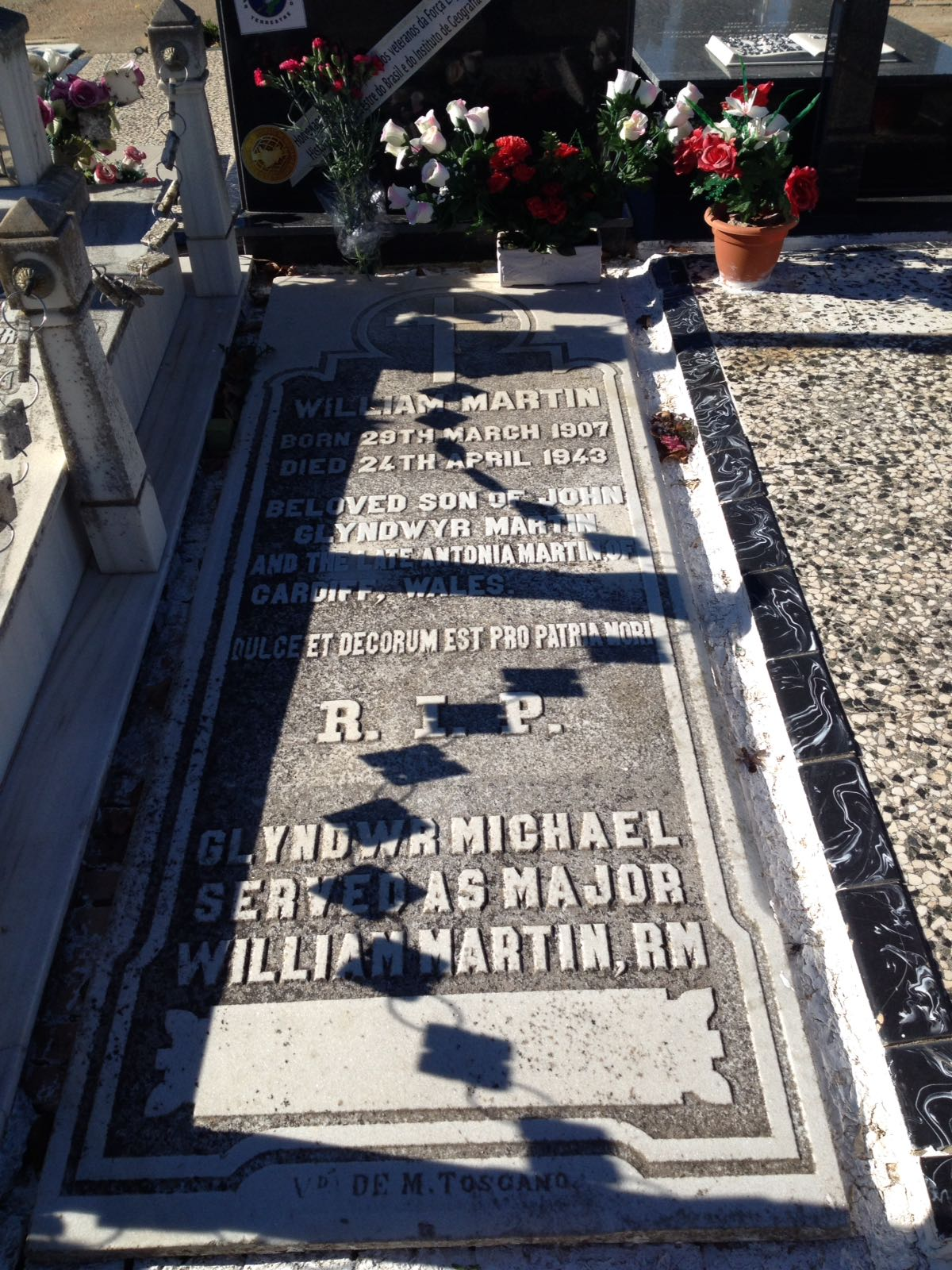
Imagen de la tumba de William Martin, y debajo su inscripción en inglés.

En su libro Los secretos del HMS Dasher, portaaviones británico que se hundió por accidente en la guerra y cuyo accidente se ocultó al público para no minar la moral, los escritores John y Noreen dicen que el cuerpo que se dejó en la mar frente a Huelva no era el de Glyndwr sino el de una de las víctimas del accidente del Dasher. Lo razonan exponiendo que el cuerpo del vagabundo se «adquirió» en enero de 1943 y tenía que haberse descompuesto, incluso conservado en hielo. Se preguntan por qué el submarino HMS Seraph recibió órdenes para ir a la costa este de Escocia, hacia el norte, para ir luego hacia el sur, al Firth of Clyde, lugar del accidente del Dasher. Habría sido más lógico que Montagu hubiese llevado directamente el cadáver al puerto de Blyth, donde estaba amarrado el Seraph. La teoría de estos escritores es que se necesitaba un nuevo cuerpo para el éxito de la operación, dado que el cuerpo original se había descompuesto hasta el punto de no ser utilizable y que el contenedor que Montagu llevó a Holy Loch estaba vacío. La tesis de que se trató de un tripulante del Dasher fue también sostenida por otros autores, por lo que el misterio del «hombre que nunca existió» continúa.
La Universidad de Huelva publicó un libro en el año 2011 sobre el tema y en él se aportan las pruebas efectuadas por georradar en un nuevo intento de comprobar si realmente la tumba del mayor Martin se encuentra ocupada.
Por su parte, la Diputación de Huelva editó un libro en el año 2014 que analiza las múltiples incongruencias de la versión oficial británica y aporta una nueva teoría, utilizando como argumento de la investigación el testimonio del hijo del agente secreto alemán que operaba en Huelva durante aquellos años. Se plantea que la tumba de William Martin quizás esté vacía, ya que su cuerpo podría haber sido trasladado a Italia en submarino por los alemanes, con la idea de practicarle una autopsia con médicos propios.

## Las flores en la tumba de William Martin
Desde el entierro de «William Martin» siempre hay flores frescas en su tumba. En 2002 se reveló el secreto de quién las colocaba: Isabel Naylor, hija de un trabajador inglés de la Rio Tinto Company Limited, que siguió la tradición que su padre inició cuando ella contaba catorce años. Ha sido condecorada por el gobierno inglés por ello.

## En la cultura popular
Duff Cooper, quien era ministro participante en la operación, publicó una novela de espías llamada Operation Heartbreak (1950), cuya trama era casi igual que el desarrollo de la operación. Después de la publicación de la misma, los servicios de seguridad británicos decidieron publicar la historia de la operación; Montagu escribió The Man Who Never Was (1953), el libro se vendió en dos millones de ejemplares y dio base a la película bajo el mismo título de 1956. En aquel entonces los servicios secretos no dieron a Montagu la libertad total para desvelar todos los detalles de la operación. En 1977 Montagu publicó Beyond Top Secret U, una autobiografía de los tiempos de la guerra, donde reveló más detalles acerca de Mincemeat.
La operación es narrada gráficamente en el número 275 de la revista mexicana de historietas Aventuras de la vida real, del 30 de enero de 1976, titulado El cadáver que engañó a Hitler.
En 2016 se publicó el libro El tiempo es el que es, de Anaïs Schaaf y Javier Pascual, basado en la serie de la Televisión Española El Ministerio del Tiempo, en el cual aparece la historia de la operación Mincemeat. El segundo episodio de la tercera temporada de la serie, Tiempo de espías, es una adaptación de esta parte del libro con algunos cambios menores.
En 2021 se estrenó la película británica Operación Mincemeat, la cual relata el desarrollo interno de esta operación secreta.